# Prolasius antennatus
Prolasius antennatus är en myrart som beskrevs av Mcareavey 1947. Prolasius antennatus ingår i släktet Prolasius och familjen myror. Inga underarter finns listade i Catalogue of Life.